# Il Paese dell'amore
Il Paese dell'amore è un singolo del gruppo musicale italiano Lo Stato Sociale, pubblicato il 31 agosto 2018.
Il singolo è stato realizzato come colonna sonora della serie televisiva Romolo + Giuly: La guerra mondiale italiana.

## Tracce
1. Il Paese dell'amore – 3:33